# 아라키 가즈히로
아라키 가즈히로(일본어: 荒木 和博, 1956년 8월 8일~)는 일본의 군사·정치학자, 교수이자 정치 평론가이다. 주로 남북한 문제에 대해서 다룬다.